# Thomas Fecteau
Thomas Fecteau (né le 17 octobre 1925 à Sainte-Marie-de-Beauce et décédé le 1er novembre 2019 à Saint-Georges) est un pilote de brousse et pionnier de l'aviation civile au Québec.

## Biographie

### Jeunesse et formation
Thomas Fecteau naît le 17 octobre 1925, à Sainte-Marie-de-Beauce. Il est le fils d'un commerçant de meuble, mais grandit au sein d'une famille qui gravite dans le domaine de l'aviation. Ses oncles Joseph Fecteau et Arthur Fecteau, pionniers de l'aviation de brousse au Québec, influencent grandement le jeune homme. C'est à l'âge de 12 ans, avec son oncle Joseph, que Thomas Fecteau vit son baptême de l'air et a la piqûre pour l'aviation,.
Thomas Fecteau complète ses études au collège de Sainte-Marie-de-Beauce, puis travaille pendant deux ans au service de son père. En 1945, il entreprend le « Cours général de mécanique » à l'École technique de Québec. Deux ans plus tard, il entreprend une formation de pilotage à l'aéroport de L'Ancienne-Lorette, auprès de l'Ancienne-Lorette Airways. Il obtient sa licence de vol privé le 17 juillet 1947. À cette époque, sa décision de devenir pilote inquiète grandement sa famille. En 1939, son oncle Joseph Fecteau était décédé dans des circonstances tragiques, après s'être égaré en survolant le Labrador. À l'époque l'aviation n'est qu'à ses balbutiements et il s'agît d'une carrière risquée,,.

### Vie privée
Thomas Fecteau rencontre Françoise Gaudreau à Senneterre en 1949. Originaire de Cap-St-Ignace, Françoise Gaudreau est la fille de Jean-Baptiste Gaudreau, arpenteur, et de Thérèse Bernier. À l'époque elle passe plusieurs étés avec sa mère et son frère dans le Nord-du-Québec, prenant part aux expéditions d'arpentage de son père. Ils débutent leurs fréquentations en 1952. Fecteau est alors en charge de livrer le courrier et du matériel au campement de Jean-Baptiste Gaudreau au lac Opémiska, alors que la famille prend part à l'expédition d'arpentage.
Le couple se marie le 9 novembre 1953 à Cap-St-Ignace. Ils ont quatre enfants.

### Carrière
En 1948, Thomas Fecteau s'établit à Senneterre en Abitibi, où il rejoint l'entreprise de son oncle Arthur Fecteau, A. Fecteau Transport Aérien. Il y travaille un moment comme homme à tout-faire avant d'obtenir sa licence de vol commercial. Il y travaille à titre de pilote de brousse jusqu'en 1955.
À l'époque la région Nord-du-Québec n'est desservie par aucune route carrossable ni aucune voie ferrée. Les pilotes sont alors en charge d'assurer des liaisons régulières entre les communautés Cris (Waswanipi, Mistissini, Moosonee, Rupert House), les camps miniers (Opémiska, Chibougamau), les secteurs forestiers isolés. Les vols se déroulent « à vue », sans instruments, sans communications radios et avec des cartes rudimentaires. En plus de la maîtrise de son appareil, le pilote doit maîtriser la mécanique de son avion et avoir un grand sens de l'observation. Lors de chaque sorties, Fecteau doit aussi être équipé de matériel de survie et savoir se débrouiller en forêt.
Il assure le transport de prospecteurs, d'arpenteurs, de personnel médical, de malades et de blessés, ainsi que de courrier et de matériel pour les diverses entreprises minières et forestières. Il est aussi affecté au transport de castors vers les aires protégées du Nord-du-Québec, dans le cadre de programmes de préservation de ces animaux.
En 1955, après la naissance de son premier enfant, Thomas Fecteau quitte l'Abitibi et l'entreprise Air Fecteau pour s'installer à Rimouski avec sa famille. Il y travaille comme pilote de ligne pour la compagnie Québécair jusqu'au début des années 1960. Il y œuvre au transport de passagers et de matériel en Gaspésie, dans le Bas-Saint-Laurent et sur la Côte-Nord. Il  participe notamment au transport de matériel pour la construction des lignes de surveillance radar DEW et Mid-Canada.
Au cours des années 1960, il est embauché comme chef pilote au sein du nouveau Service aérien gouvernemental, à Québec. Il participe aussi à la mise en opération d'une flotte d'avions destinés à l'extinction des feux de forêt. Cette expertise l'amène à travailler un peu partout en Amérique du Nord et au Chili. En 1975 et 1976, Thomas Fecteau prend part à la « Bataille des gens de l'air ».

### Retraite
Thomas Fecteau prend sa retraite en 1984. Il s'implique par la suite dans la création d'un musée consacré à l'aviation à Sainte-Marie-de-Beauce. Le Musée de l'aviation de Sainte-Marie voit le jour en 2011. Avec son épouse, il publie ses mémoires sur sa carrière de pilote de brousse en 2009. En 2015 le documentaire L'Amour a des ailes, revient sur la carrière du pionnier de l'aviation.
Son épouse Françoise Gaudreau décède le 28 août 2014. Thomas Fecteau décède le 1er novembre 2019 à Saint-Georges-de-Beauce, à l'âge de 94 ans.

## Archives
Les archives de Thomas Fecteau et Françoise Gaudreau portant sur la vie du couple et la carrière de pilote de brousse dans le Nord-du-Québec ont été cédés à la Société d'histoire régionale de Chibougamau en 2013.

## Hommages et distinctions
- 1992 : Prix Roger-Demers[9]
- 2008 : Panthéon de l'Air et de l'Espace du Québec[10].

### Filmographie
- 2015 : L'amour a des ailes. Documentaire de Denis Boivin, 78 minutes[6].